# Lotne kwasy tłuszczowe
Lotne kwasy tłuszczowe (LKT) znane również jako krótkołańcuchowe kwasy tłuszczowe (SCFA, ang. short-chain fatty acid), to niskocząsteczkowe kwasy karboksylowe o silnych właściwościach hydrofilowych, będące m.in. produktem fermentacji błonnika pokarmowego w jelicie. Według różnych danych literaturowych długość ich łańcucha wynosi od 2 do 5–8 atomów węgla w cząsteczce (od kwasu octowego (etanowego) nawet do kaprylowego (oktanowego)).
W pierwszym etapie rozkładu odpadów, nazywanym fazą kwaśną (acidogenną), powstają duże ilości LKT, co powoduje spadek pH i uwolnienie metali. W kolejnym etapie, nazywanym fazą metanową (metanogenną), odczyn odpadów stabilizuje się, gdyż powstawanie kwasów karboksylowych jest równoważone przez ich rozkład.
LKT sprzyjają oczyszczaniu ścieków, gdyż stanowią dla mikroorganizmów źródło energii i węgla. Nadają też jednak ściekom (np. wraz z lotnymi aminami i związkami siarki) nieprzyjemny zapach.

## Lotne kwasy tłuszczowe w układzie trawiennym
Lotne kwasy tłuszczowe powstają w jelitach zwierząt, w tym u człowieka. Dzieje się to na skutek fermentacji bakteryjnej błonnika i, w małym stopniu, białka. Ulegają one absorpcji przez żyłę wrotną podczas procesu trawienia tłuszczów.
LKT spełniają kluczową rolę w regulacji apetytu i utrzymaniu homeostazy energetycznej. Badania wskazują na wyraźną zależność między dietami ubogimi w błonnik pokarmowy (tym samym ubogimi w LKT) a zauważalnym wzrostem otyłości, zwłaszcza w krajach zachodnich. 
W układzie trawiennym szczególnie ważną rolę pełnią maślany, gdyż – będąc głównym źródłem energii dla komórek okrężnicy – są kluczowym elementem utrzymania prawidłowego funkcjonowania jelit.